# Mamberamolederkop
De mamberamolederkop (Philemon brassi) is een endemische zangvogelsoort uit de familie honingeters (Meliphagidae) die voorkomt binnen een beperkt gebied op Nieuw-Guinea.

## Kenmerken
De mamberamolederkop is 22 cm lang. Het is een qua uiterlijk weinig opvallende, kleine lederkop die overwegend grijs en bruin gekleurd is en geen helm heeft. Hij lijkt sterk op de dwerglederkop, maar is wat lichter, vooral op de keel.
Nauw verwant aan deze soort zijn de timorlederkop (P. inornatus), kleine lederkop (P. citreogularis) en kisserlederkop (P. kisserensis) die allemaal ook wel als ondersoort van de kleine lederkop worden beschouwd.

## Verspreiding en leefgebied
De mamberamolederkop werd in 1939 ontdekt tijdens een door Richard Archbold gefinancierde wetenschappelijke expeditie in het stroomgebied van de Idenburg in de provincie Papoea (Indonesië) en werd beschreven door de Canadese zoöloog (en lid van het expeditieteam) Austin Loomer Rand. Later bleek dat de soort ook stroomafwaarts in dit gebied voorkomt waar de Meervlakte samen met de Tariku-rivier overgaat in de Mamberamo (rivier).

## Status
Over dit lastig doordringbare gebied is weinig bekend, mogelijk heeft de vogel een groter verspreidingsgebied, maar dit is nog niet goed onderzocht. Er zijn echter geen aanwijzingen dat er bedreigingen zijn voor deze soort, daarom staat deze lederkop als niet bedreigd op de Rode Lijst van de IUCN.